# Émile Allegret
Pour les articles homonymes, voir Allégret.
Émile Allegret, né à Dijon (Côte-d'Or) le 24 avril 1907 et décédé le 22 novembre 1990 à Vaux-sur-Mer (83 ans), est un militaire français et membre de la résistance durant la Seconde Guerre mondiale. Il est Compagnon de la Libération.

## Biographie
Après ses études secondaires il s'engage en 1926 pour cinq ans dans l'Armée de l'air. Sous-officier, il est admis à suivre les cours d'élève aspirant (EOR). Il entre ensuite à l'École nationale de l'aviation civile et, ingénieur, devient pilote d'essai.
Officier de réserve, il est maintenu en affectation spéciale lors de la déclaration de guerre de septembre 1939 comme moniteur pilote à l’école de Royan. Il entend l'appel du 18 juin 1940 et, à l'annonce de l'armistice, refuse de voler pour le compte des allemands. Émile Allegret entre rapidement dans la Résistance. Obligé de cacher son identité, il devient un agent du mouvement de résistance l'Organisation Civile et Militaire (OCM). Après avoir fait partie du groupement du 6e arrondissement de Paris, il effectue des missions de renseignements sur les côtes de l'Atlantique et notamment à Royan où il relève l'emplacement des fortifications et des batteries défenses côtières. Il réussit au cours de cette mission à soustraire des armes et des munitions entreposées dans le sous-sol de l'Hôtel de ville de Royan. Traqué par la Gestapo, il doit quitter la France et réussit, le 24 décembre 1942, à gagner l'Espagne en franchissant les Pyrénées.
Il s'engage dans les Forces françaises libres le 25 janvier 1943 à la mission française à Gibraltar. Arrivé à Londres, il est incorporé dans les Forces aériennes françaises libres le 13 février 1943, et affecté le 5 mars 1943 au Groupe de Bombardement « Lorraine », le Squadron 342. Le 23 décembre 1943 puis les 5 et 9 février 1944, il combat contre la lutte antiaérienne allemande. Entre-temps, en janvier 1944, le lieutenant Allegret a pris le commandement de l'escadrille « Metz » et multiplie les opérations de bombardement. Il participe ensuite à la mission historique de protection, par écran de fumée, des troupes de débarquement alliées sur les côtes de Normandie le 6 juin 1944. Gravement blessé en service commandé, le 27 janvier 1945, il termine la guerre avec le grade de capitaine. Il a effectué avec le « Lorraine » 55 bombardements au total dont plusieurs en vol rasant.
Emile Allegret poursuit ensuite une carrière comme ingénieur de la navigation aérienne. Il entre en 1961 au Secrétariat général de l'aviation civile comme ingénieur divisionnaire de la navigation aérienne. Il commande l'aéroport de Toulouse. Son dernier poste sera celui de commandant en second de l'aéroport Nice-Côte d'Azur avant de prendre sa retraite en mai 1968. Il finit sa carrière au grade de Lieutenant Colonel.
Emile Allegret est décédé le 22 novembre 1990 à Vaux-sur-Mer à l'âge de 83 ans.

## Décorations

### France
- Commandeur de la Légion d'honneur
- Compagnon de la Libération (décret du 28 mai 1945)
- Croix de guerre 1939–1945 (6 citations)
- Médaille de la Résistance française, avec rosette
- Médaille des évadés
- Croix du combattant volontaire de la Résistance
- Médaille de l'Aéronautique
- Médaille commémorative des services volontaires dans la France libre
- Médaille des services militaires volontaires, argent
- Médaille de la France libérée[5]

### États-Unis d'Amérique
- Distinguished Flying Cross (États-Unis)
- European-African-Middle Eastern Campaign Medal (États-Unis)